# Sim Sung-chol
Sim Sung-chol (20 marzo 1976) è un calciatore nordcoreano, portiere dell'April 25.